# Микро Сиринио
Микро Сиринио или Микро Сирини (гръцки: Μικρό Σειρήνιο или Μικρό Σειρήνι, катаревуса: Μικρόν Σειρήνιον, Микрон Сиринион) е село в Република Гърция, дем Гревена, област Западна Македония.

## География
Селото е разположено на 630 m надморска височина, на около 7 km северно от град Гревена.

## История

### В Османската империя
В края на XIX век Микро Сиринио е малко чифлишко гръцко село в Гребенската каза на Османската империя. Според статистиката на Васил Кънчов („Македония. Етнография и статистика“) през 1900 в Серинъ Апано (Серина Мало) живеят 135 гърци християни.
На Етнографската карта на Битолския вилает на Картографския институт в София от 1901 година Микрос Серини е чисто гръцко село в Гревенската каза на Серфидженския санджак с 26 къщи.
Според статистика на Серфидженския санджак на гръцкото консулство в Еласона от 1904 година в Сирни Микро (Σειρνί Μικρόν), Гревенска каза, живеят 85 гърци елинофони християни.

### В Гърция
През Балканската война в 1912 година в селото влизат гръцки части и след Междусъюзническата в 1913 година Микро Сиринио влиза в състава на Кралство Гърция.
Населението произвежда жито, тютюн и други земеделски култури, като се занимава частично и със скотовъдство.
В селото особено колоритно се отбелязват Заговезни със специфичния обичай „Фанос“.
| Година    | 1913 | 1920 | 1928 | 1940 | 1951 | 1961 | 1971 | 1981 | 1991 | 2001 | 2011 | 2021 |
| --------- | ---- | ---- | ---- | ---- | ---- | ---- | ---- | ---- | ---- | ---- | ---- | ---- |
| Население | 88   | 90   | 106  | 137  | 163  | 191  | 132  | 141  | 145  | 162  | 94   | 74   |